# Entrecôte à la Bordelaise

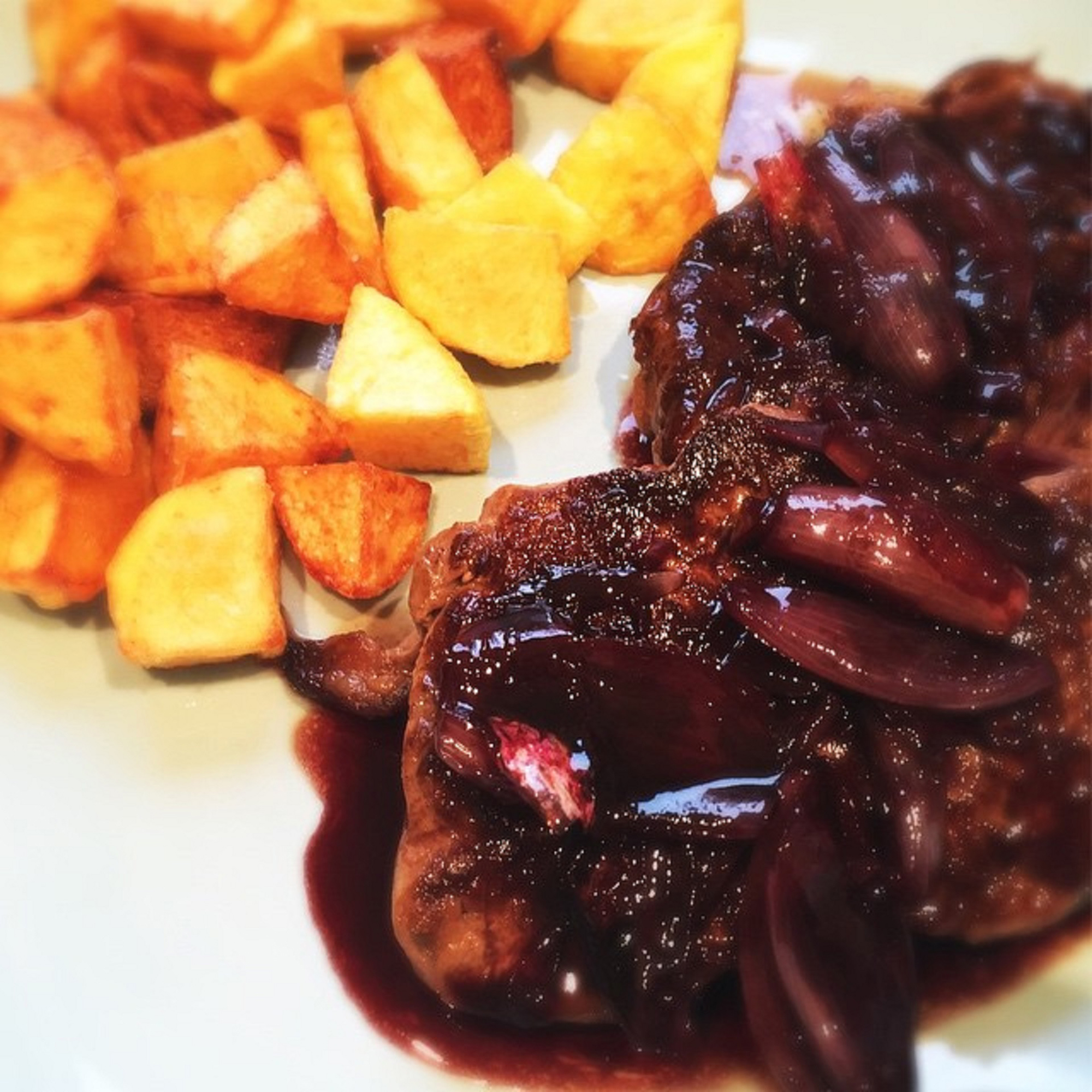
Entrecôte à la bordelaise mit Pommes sautées

Entrecôte à la Bordelaise ist eine Spezialität der französischen Küche und bedeutet Zwischenrippe nach Bordeauxer Art – gemeint ist ein gegrilltes Steak vom Rind, dessen Zubereitung auf eine Tradition der Bordeaux Weinkellerei zurückgeht. Es gibt verschiedene Servierarten, meist wird aber mit der Bordelaiser Rotweinsoße serviert.
Nach dem authentischen Rezept wird das Steak einfach über der Glut von Rebholz gegrillt, gewürzt und mit einem Stück Butter serviert. In manchen gastronomischen Kreisen wird das gegrillte Steak mit pochierten Scheiben von Rindermarkknochen garniert, mit gehackter Petersilie bestreut und mit der Rotweinsoße serviert.
In früheren Zeiten gingen französische Feinschmecker in die Weinkeller, um mit den Kellermeistern und Küfern ein Entrecôte zu essen, diese hatten den Ruf, es besonders gut zuzubereiten. Sie machten ihr Feuer mit dem Kastanienholz der alten Weinfässer und behaupteten, dass dies dem Fleisch einen besonders guten Geschmack verleihe.
Die Restaurants von Paris machten diese Steaks dann mit einer roten Sauce, das aber nicht das traditionelle Entrecôte von Bordeaux war. Der renommierte französische Koch Auguste Escoffier betonte 1910 in seinem Kochkunstführer, dass, obwohl sich die Zubereitung dieser Soße mit Rotwein eingebürgert hat, die authentische Bordelaiser mit Weißwein hergestellt wurde, nämlich mit Sauce Bordelaise Bonnefoy.
Eine andere alte Art das Entrecôte à la Bordelaise zu servieren, war, die Soße mit gehackten Schalotten, Zwiebeln, Knoblauchzehe, Steinpilzen, Estragonblättern, altem Bordeaux-Wein und etwas Madeira-Sauce oder spanischer Sauce herzustellen, leicht zu entfetten, aber die Sauce nicht zu passieren.
Es heißt, dass der Vorgänger des Entrecôte à la Bordelaise das Entrecôte à la Tonnelier war, das die Fassbinder der Gironde aus Rattenfleisch zubereiteten.